# 伊春市图书馆
伊春市图书馆，是黑龙江省伊春市的市級图书馆，占地面积3700平方米，藏书23.4万册。

## 概述
前身是1954年成立的伊春县文化馆图书室。1959年春，市文化馆图书室对外称伊春市图书馆，实未独立。1963年，图书馆从市文化馆迁出，成为独立机构。文化大革命期间，1970年春，与市工人文化宫、市群众艺术馆合并，称伊春地区毛泽东思想宣传站，图书馆变成宣传站图书组。1973年初，图书组恢复为地区图书馆。1979年，地区改市，地区图书馆随之改称为市图书馆，直属伊春市文化局领导。

## 外部連結
伊春市图书馆 （页面存档备份，存于）